# Херст, Дэниел
Дэ́ниел Джеймс Херст (англ. Daniel James Hurst; 2 октября 1876 — 1961), также известный как Дэн Херст (англ. Dan Hurst) — английский футболист, левый крайний нападающий.

## Футбольная карьера
Уроженец Уэркингтона, графство Камберленд, Херст начал карьеру в местном клубе «Блэк Даймондз». В 1897 году вместе с левым хавбеком Питером Чеймберзом перешёл в ланкаширский клуб «Блэкберн Роверс». В составе «Роверс» провёл три сезона, сыграв за клуб 58 матчей и забив 17 мячей. В этот период был приглашён в сборную Футбольной лиги и сыграл за неё один матч.
В 1900 году вернулся в Камберленд, проведя сезон 1900/01 в команде своего родного города, «Уэркингтоне».
В 1901 году перешёл в «Манчестер Сити». Дебютировал за клуб 2 сентября 1901 года в матче против «Эвертона». Провёл в «Сити» один сезон, сыграв 15 матчей в чемпионате.
В мае 1902 года перешёл из «Сити» в другой клуб из Манчестера, «Манчестер Юнайтед» (месяцем ранее клуб изменил название, ранее он назывался «Ньютон Хит»). Херст дебютировал за клуб 6 сентября 1902 года в матче против «Гейнсборо Тринити» на стадионе «Нортхолм» — это был первый официальный матч «Манчестер Юнайтед» с его текущим названием. Херст забивал в трёх последующих матчах чемпионата: в ворота «Бертон Юнайтед» (13 сентября на «Бэнк Стрит»), «Бристоль Сити» (20 сентября на «Аштон Гейт») и «Глоссопа» (27 сентября на «Бэнк Стрит»). В последующих четырёх матчах забить не сумел, забив свой 4-й гол за клуб 8 ноября 1902 года в матче против «Линкольн Сити» на «Синсил Бэнк». В сезоне 1902/03 провёл за команду 21 матч и забил 4 мяча. По окончании сезона завершил футбольную карьеру.

## Личная жизнь
18 декабря 1898 года женился на Эмили Бортуик Кретни (Emily Borthwick Cretney) в Уэркингтоне. У них было трое детей: Кэтерин Херст, Дэниел Джеймс Херст и Миллингтон Херст.
После завершения футбольной карьеры Херст работал механиком доменной печи.